# Asteroscutula sydowii
Asteroscutula sydowii är en svampart som beskrevs av Petr. 1948. Asteroscutula sydowii ingår i släktet Asteroscutula, divisionen sporsäcksvampar och riket svampar.   Inga underarter finns listade i Catalogue of Life.